# George Barbier (Illustrator)

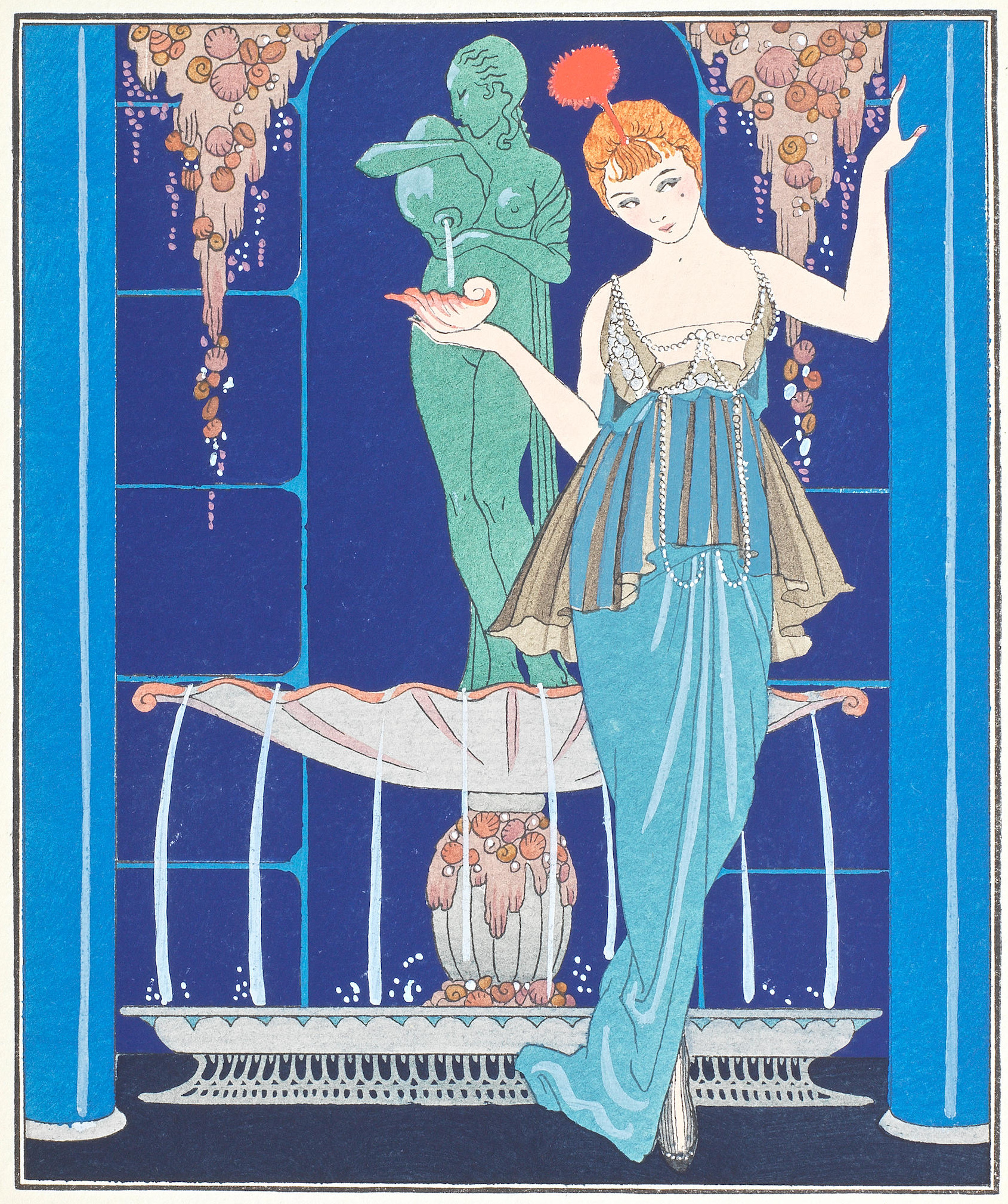
Illustration von George Barbier

George Barbier (* 10. Oktober 1882 in Nantes; † 16. März 1932 in Paris), Pseudonym Édouard William Larry, war ein französischer Maler, Illustrator und Modeschöpfer des Art déco.

## Leben und Werk
Barbier war zunächst Schüler von A. de Broca und P.A. Lesage in Nantes. Von 1908 bis 1910 studierte er an der École nationale supérieure des beaux-arts de Paris bei Jean-Paul Laurens. 1910 hielt er zum ersten Mal eine Vernissage im Salon des Humoristes unter dem Pseudonym Édouard William Larry ab. Im darauffolgenden Jahr wurde er während einer Ausstellung in der Galerie von Louis Maurice Boutet de Monvel entdeckt. Von 1912 bis zu seinem Tode stellte Barbier im Salon des Artistes Décorateurs aus.

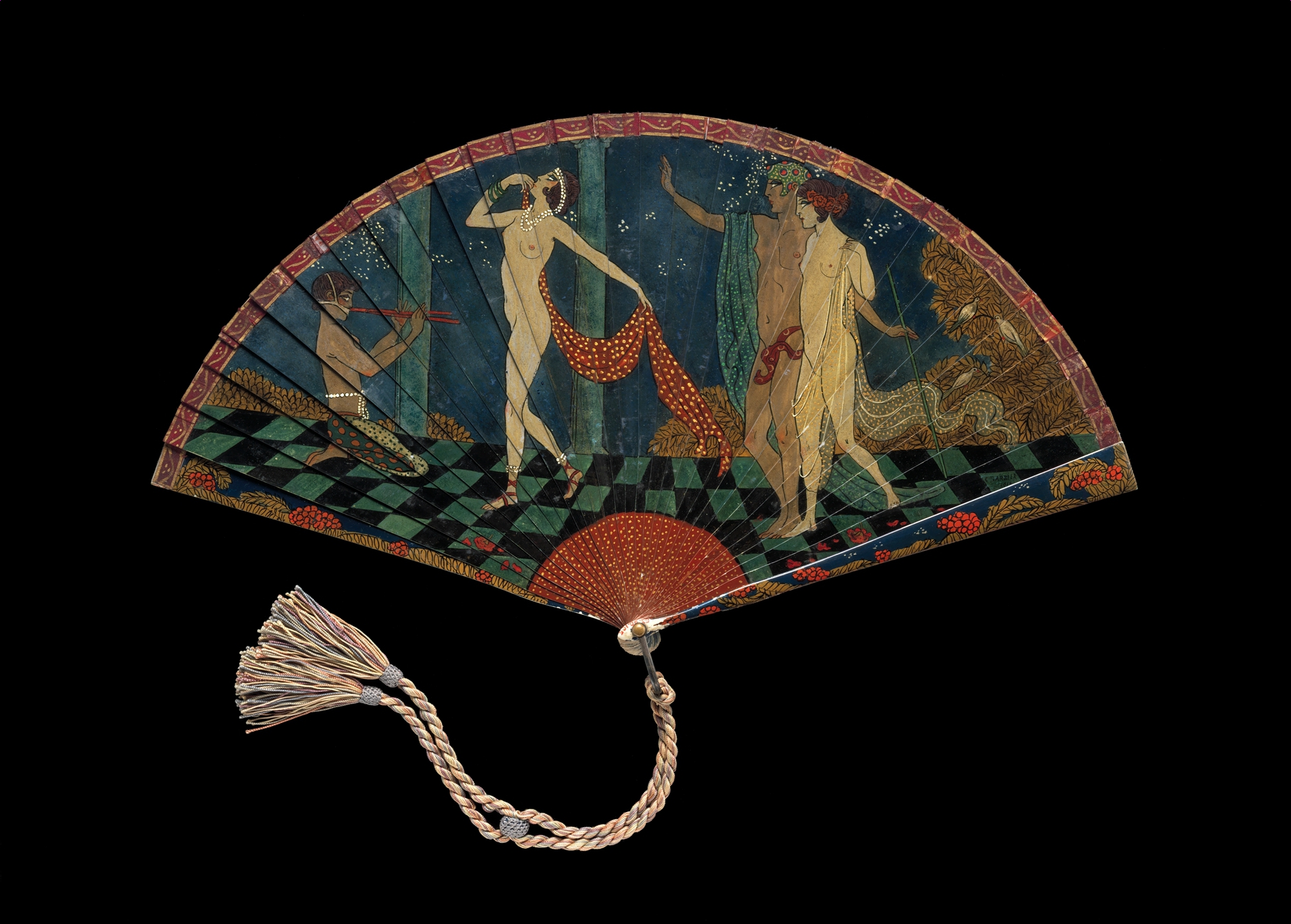
Fächer von George Barbier, 1914, New York, Metropolitan Museum of Art

Seit 1913 war Barbier als Buchillustrator tätig, unter anderem für Exlibris, Bücher und Kataloge von Charles Baudelaire, Henri de Régnier, Théophile Gautier, Choderlos de Laclos und Paul Verlaine.
Er arbeitete für verschiedene Magazine der damaligen Zeit wie etwa Le Rire, La Gazette du bon ton (gegründet 1912) und Journal des Dames et des Modes, wobei er nicht nur für die Zeichnungen verantwortlich war, sondern diese auch kommentierte. 
1919 stattete er eine Aufführung des Stückes Casanova von Maurice Rostand am Théâtre des Bouffes mit Kostümen aus. Auch für weitere Theaterstücke sowie den Film Monsieur Beaucaire, der königliche Barbier war er für die Kostüme zuständig.
Bekannt wurden seine Bühnenkostüme für die Ballets Russes. Er ist verbunden mit den Modehäusern von Paul Poiret, Jeanne Lanvin, Jeanne Paquin, Madeleine Vionnet, aber auch mit dem Juwelier Cartier.
Er starb 1932 auf dem Höhepunkt seines Schaffens in Paris.

## Ausstellungen
- 1911: Paris, Galerie Boutet de Monvel, Rue Tronchet
- 1920: Paris, Musée des Arts décoratifs: La mode au XXe siècle vue par les peintres
- 1971: Minneapolis, Minneapolis Institute of Art: The World of Art Deco
- 2008: Venedig, Palazzo Fortuny